# SimBin Studios
SimBin Studios is een Zweedse ontwikkelaar en uitgever van videospellen. De organisatie, gevestigd in Lidköping, werd opgericht in 2003 en richt zich met name op spellen voor het besturingssysteem Windows en voor spelconsoles uit de zevende generatie en nieuwer.

## Korte geschiedenis
In de opstartperiode maakte het bedrijf vooral mods voor, onder andere, de spellen FIA GT en EA Sports F1 2002.
In de jaren daarop richtte het bedrijf zich op de ontwikkeling van eigen spellen. Tot in 2013 maakte het bedrijf zo'n 20 racesimulatiespellen, waaronder RACE Pro, Volvo – The Game, Race 07 en GT Legends.
In 2009 trad het bedrijf op als uitgever van het strategiespel Storm: Frontline Nation van Colossai Studios.